# Challenger Series - Chicago 2018
Le Challenger Series - Chicago 2018, note come Oracle Challenger Series - Chicago 2018 per motivi di sponsorizzazione, sono state un torneo di tennis maschile e femminile giocato su campi in cemento. È stata la 1ª edizione del torneo, che faceva parte dell'ATP Challenger Tour 2018 e del WTA Challenger Tour 2018. Il torneo si è giocato al XS Tennis Village di Chicago dal 3 al 9 settembre 2018.

## Partecipanti ATP

### Teste di serie
| Nazionalità | Giocatore       | Ranking* | Testa di serie |
| ----------- | --------------- | -------- | -------------- |
| Italia      | Andreas Seppi   | 51       | 1              |
| Uzbekistan  | Denis Istomin   | 76       | 2              |
| Canada      | Vasek Pospisil  | 88       | 3              |
| Serbia      | Viktor Troicki  | 102      | 4              |
| Stati Uniti | Michael Mmoh    | 120      | 5              |
| Belgio      | Ruben Bemelmans | 128      | 6              |
| Svezia      | Elias Ymer      | 132      | 7              |
| Stati Uniti | Noah Rubin      | 135      | 8              |

* Ranking al 27 agosto 2018.

### Altri partecipanti
I seguenti giocatori hanno ricevuto una wildcard per il tabellone principale:
- JC Aragone
- Thai-Son Kwiatkowski
- Tommy Paul
- Andreas Seppi

I seguenti giocatori hanno avuto accesso al tabellone principale come alternate:
- Roberto Cid Subervi
- Ernesto Escobedo
- Dominik Köpfer
- Donald Young

I seguenti giocatori sono passati dalle qualificazioni:
- Sekou Bangoura
- Vincent Millot
- Hugo Nys
- Alexander Sarkissian

I seguenti giocatori hanno avuto accesso al tabellone principale come lucky loser:
- Ruan Roelofse
- Kaichi Uchida

## Partecipanti WTA

### Teste di serie
| Nazionalità | Giocatrice         | Ranking* | Testa di serie |
| ----------- | ------------------ | -------- | -------------- |
| Stati Uniti | Danielle Collins   | 37       | 1              |
| Croazia     | Petra Martić       | 47       | 2              |
| Kazakistan  | Zarina Diyas       | 60       | 3              |
| Germania    | Tatjana Maria      | 70       | 4              |
| Francia     | Pauline Parmentier | 71       | 5              |
| Stati Uniti | Sachia Vickery     | 78       | 6              |
| Russia      | Evgeniya Rodina    | 80       | 7              |
| Svezia      | Johanna Larsson    | 82       | 8              |

* Ranking al 27 agosto 2018.

### Altre partecipanti
Le seguenti giocatrici hanno ricevuto una wildcard per il tabellone principale:
- Danielle Collins
- Lauren Davis
- Francesca Di Lorenzo
- Allie Kiick
- Varvara Lepchenko

Le seguenti giocatrici sono passate dalle qualificazioni:
- Françoise Abanda
- Kristie Ahn
- Robin Anderson
- Irina Falconi
- Sesil Karatantcheva
- Jamie Loeb

## Punti e montepremi

### ATP
| Torneo             | Torneo              | V      | F      | SF    | QF    | 2T    | 1T    | Q | Q2  | Q1  |
| Singolare maschile | Punti               | 125    | 75     | 45    | 25    | 10    | 0     | 5 | 0   | 0   |
| Singolare maschile | Premi in denaro ($) | 24,000 | 13,500 | 7,300 | 4,875 | 2,325 | 1,225 | – | 610 | 425 |
| Doppio maschile    | Punti               | 125    | 75     | 45    | 25    | -     | -     | – | –   | –   |
| Doppio maschile    | Premi in denaro ($) | 6,700  | 3,300  | 1,700 | 910   | -     | 550   | – | –   | –   |

### WTA
| Torneo              | Torneo              | V      | F      | SF    | QF    | 2T    | 1T    | Q | Q2  | Q1  |
| Singolare femminile | Punti               | 160    | 95     | 57    | 29    | 15    | 1     | 6 | 4   | 1   |
| Singolare femminile | Premi in denaro ($) | 24,000 | 13,500 | 7,300 | 4,875 | 2,325 | 1,225 | – | 610 | 425 |
| Doppio femminile    | Punti               | 160    | 95     | 57    | 29    | -     | 1     | – | –   | –   |
| Doppio femminile    | Premi in denaro ($) | 6,700  | 3,300  | 1,700 | 910   | -     | 550   | – | –   | –   |

## Campioni

### Singolare maschile
Denis Istomin ha sconfitto in finale  Reilly Opelka con il punteggio di 6–4, 6–2.

### Doppio maschile
Luke Bambridge /  Neal Skupski hanno sconfitto in finale  Leander Paes /  Miguel Ángel Reyes Varela con il punteggio di 6–3, 6–4.

### Singolare femminile
Petra Martić ha sconfitto in finale  Mona Barthel con il punteggio di 6–4, 6–1.

### Doppio
Mona Barthel /  Kristýna Plíšková hanno sconfitto in finale  Asia Muhammad /  Maria Sanchez col punteggio di 6–3, 6–2.